# Pier Maria III de' Rossi
Pier Maria III de' Rossi, conte di San Secondo (San Secondo Parmense, 1504 – San Secondo Parmense, 15 agosto 1547), è stato un generale italiano del XVI secolo, secondo marchese di San Secondo e settimo conte di San Secondo.

## Biografia

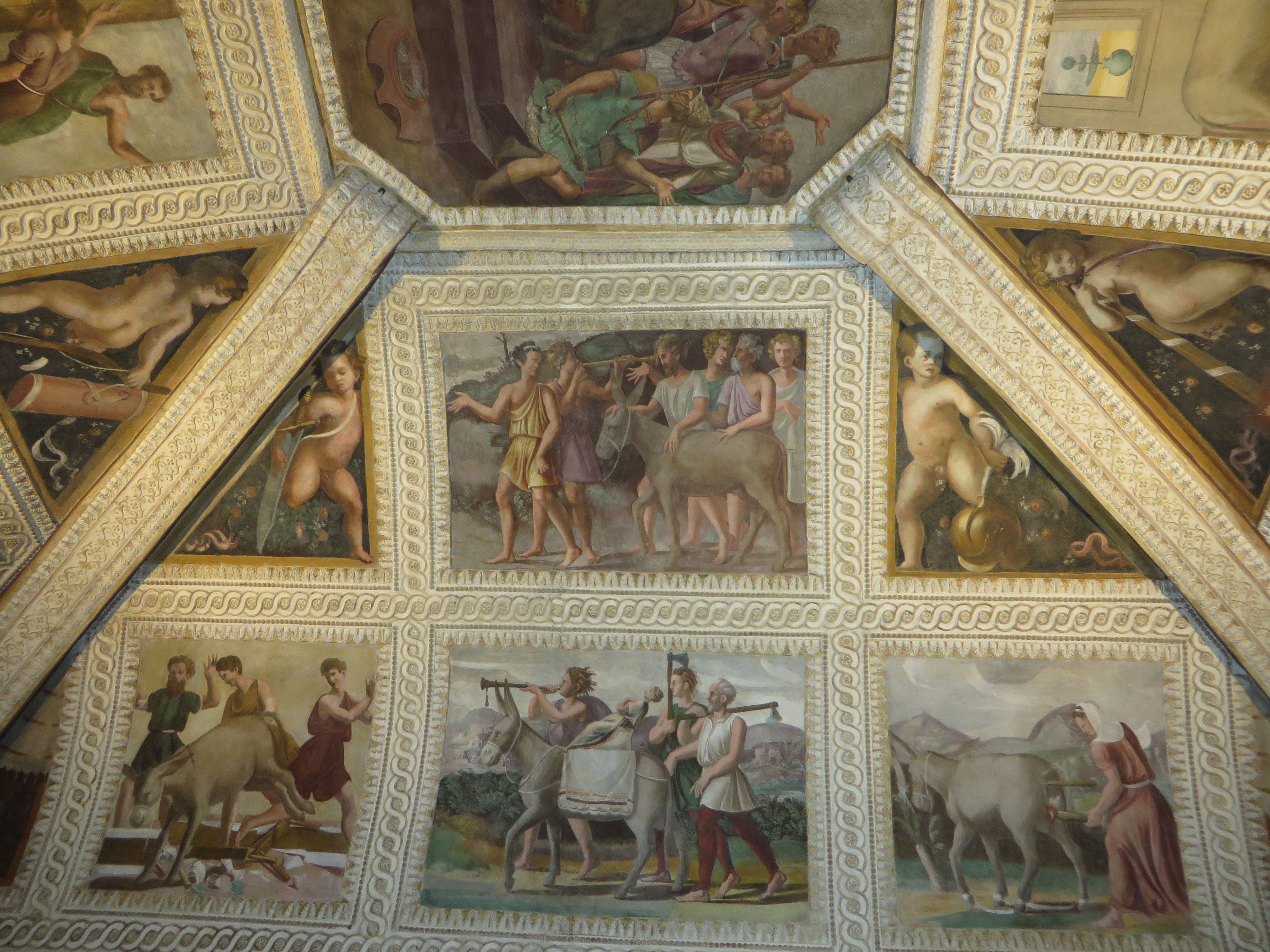
Rocca dei Rossi: sala dell'Asino d'oro, la camera nuziale di Pier Maria III.

Appartenente al casato dei Rossi di San Secondo, era figlio di Troilo I de' Rossi e Bianca Riario, figlia a sua volta di Girolamo Riario e di Caterina Sforza, e sorellastra di Giovanni delle Bande Nere. Suo fratello fu quindi il vescovo Giovan Girolamo de' Rossi e  sorella fu Angela de' Rossi.
Fu allevato alla corte medicea assieme allo zio Giovanni, quasi coetaneo. Alla morte del padre, nel 1521, divenne marchese di San Secondo essendo però la madre Bianca Riario reggente per la minor età di Pier Maria, dopo essere stato scacciato dai suoi possedimenti da Rossi di Corniglio, rientrò in possesso dei suoi feudi grazie all'intervento dello zio Giovanni de Medici, che sconfisse gli usurpatori nella battaglia di San Secondo nel 1522.
L'anno successivo il  13 febbraio 1523 si sposò con Camilla Gonzaga figlia di Giovanni Gonzaga, signore di Vescovato, che gli assicurò una dote di seimila ducati, in denaro, gioielli, abiti e arredi.
Tale matrimonio è al centro della rievocazione storica del palio delle contrade di San Secondo

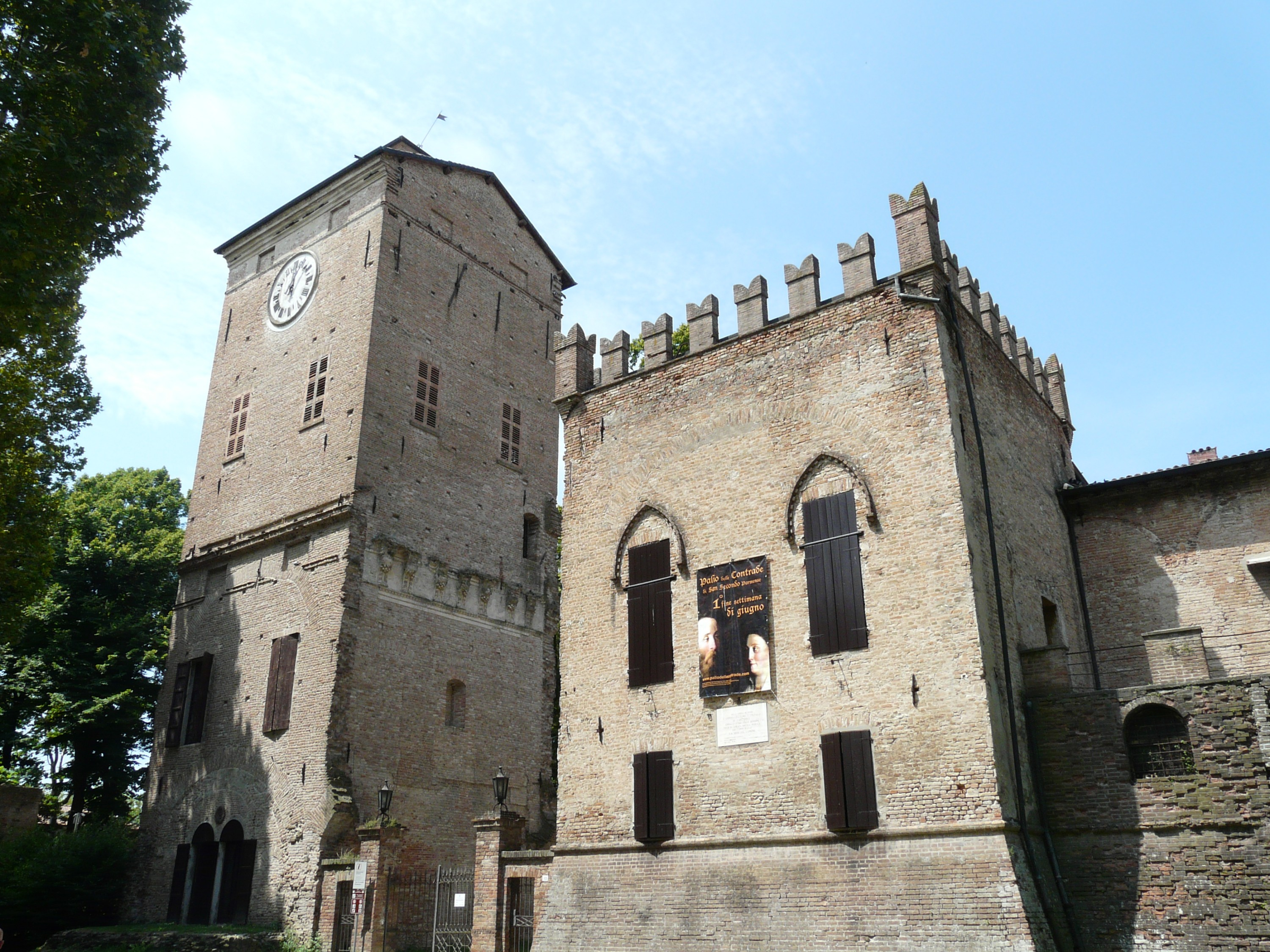
Rocca dei Rossi di San Secondo.

Nel 1525 fece parte delle Bande Nere, nel 1526 partecipò all'assedio di Milano restando ferito, nel 1527 fu prima a Roma in occasione del sacco dei Lanzichenecchi, fu quindi ferito in un fatto d'arme a Terni e infine fu spedito in difesa della Puglia quando i francesi invasero il regno di Napoli.  In occasione dell'assedio di Firenze (1529-1530), fu a capo delle truppe imperiali. Entrato dunque alle dipendenze di Carlo V fu con lui a Tunisi nel 1535, in Provenza nel 1536 e in Albania nel 1537 in soccorso ai Veneziani nella lotta contro i Turchi, ottenendo poi un privilegio che, nel 1539, confermava l'autonomia dei suoi feudi dalla vicina città di Parma. In quegli anni venne ritratto dal Parmigianino, che secondo le fonti ritrasse anche sua moglie coi figli: questo secondo ritratto, al Prado come quello del marito, è di attribuzione più incerta.
Tuttavia gli scandali che travolsero i fratelli Giulio Cesare e Gian Girolamo lo misero in cattiva luce tanto che il papa Paolo III voleva costringerlo a demolire la Rocca di San Secondo. Salvato dai marchesi di Mantova suoi parenti, accorsi in sua difesa e disgustato da molti principi italiani, nel 1542 si offrì al servizio del re Francesco I di Francia, il quale lo nominò generale e cavaliere dell'ordine di San Michele. Nella guerra delle Fiandre si distinse nell'assedio di Landrecy prima e nell'assalto di Boulogne contro gli inglesi poi. Intrattenne una fitta corrispondenza con Pietro Aretino.

Stemma dei Rossi di San Secondo.

Morì nel 1547 a San Secondo, dove si era ritirato a causa delle numerose ferite riportate negli scontri sostenuti in Francia.

## Discendenza
Pier Maria e Camilla ebbero dieci figli:
- Eleonora, monaca;
- Laura, monaca;
- Bianca, monaca;
- Sigismondo (1524-1580), condottiero;
- Giovanni;
- Ippolito (?-1561);
- Ercole;
- Troilo II (1525-1591),  terzo marchese di San Secondo;
- Federigo (1534-1569), ecclesiastico;
- Ippolito (1532-1591), cardinale.

## Ascendenza
|                                                      |              |                                                         | Genitori                                              |  |  | Nonni |  |  | Bisnonni                                         |  |  | Trisnonni                                        |  |
|                                                      |              |                                                         |                                                       |  |  |       |  |  | Pier Maria II de' Rossi, IV conte di San Secondo |  |  | Pier Maria I de' Rossi, III conte di San Secondo |  |
|                                                      |              |                                                         |                                                       |  |  |       |  |  | Pier Maria II de' Rossi, IV conte di San Secondo |  |  | Pier Maria I de' Rossi, III conte di San Secondo |  |
|                                                      |              | Maria Giovanna Cavalcabò                                |                                                       |  |  |       |  |  | Pier Maria II de' Rossi, IV conte di San Secondo |  |  |                                                  |  |
| Giovanni de' Rossi, V conte di San Secondo           |              |                                                         |                                                       |  |  |       |  |  | Pier Maria II de' Rossi, IV conte di San Secondo |  |  |                                                  |  |
|                                                      |              | Antonia Torelli                                         | Guido Torelli, I conte di Guastalla e Montechiarugolo |  |  |       |  |  |                                                  |  |  |                                                  |  |
|                                                      |              | Antonia Torelli                                         | Guido Torelli, I conte di Guastalla e Montechiarugolo |  |  |       |  |  |                                                  |  |  |                                                  |  |
|                                                      |              | Antonia Torelli                                         | Orsina Visconti                                       |  |  |       |  |  |                                                  |  |  |                                                  |  |
| Troilo I de' Rossi, I marchese di San Secondo        |              | Antonia Torelli                                         |                                                       |  |  |       |  |  |                                                  |  |  |                                                  |  |
|                                                      |              | Francesco Scotti Douglas, conte di Carpaneto e Vigoleno | …                                                     |  |  |       |  |  |                                                  |  |  |                                                  |  |
|                                                      |              | Francesco Scotti Douglas, conte di Carpaneto e Vigoleno | …                                                     |  |  |       |  |  |                                                  |  |  |                                                  |  |
|                                                      |              | Francesco Scotti Douglas, conte di Carpaneto e Vigoleno | …                                                     |  |  |       |  |  |                                                  |  |  |                                                  |  |
| Angela Scotti Douglas                                |              | Francesco Scotti Douglas, conte di Carpaneto e Vigoleno |                                                       |  |  |       |  |  |                                                  |  |  |                                                  |  |
|                                                      |              | …                                                       | …                                                     |  |  |       |  |  |                                                  |  |  |                                                  |  |
|                                                      |              | …                                                       | …                                                     |  |  |       |  |  |                                                  |  |  |                                                  |  |
|                                                      |              | …                                                       | …                                                     |  |  |       |  |  |                                                  |  |  |                                                  |  |
| Pier Maria III de' Rossi, II marchese di San Secondo |              | …                                                       |                                                       |  |  |       |  |  |                                                  |  |  |                                                  |  |
|                                                      | Paolo Riario | Raffaele Riario                                         |                                                       |  |  |       |  |  |                                                  |  |  |                                                  |  |
|                                                      | Paolo Riario | Raffaele Riario                                         |                                                       |  |  |       |  |  |                                                  |  |  |                                                  |  |
|                                                      | Paolo Riario | Teodorina Spinola                                       |                                                       |  |  |       |  |  |                                                  |  |  |                                                  |  |
| Girolamo Riario, signore di Imola e Forlì            | Paolo Riario |                                                         |                                                       |  |  |       |  |  |                                                  |  |  |                                                  |  |
|                                                      |              | Bianca della Rovere                                     | Leonardo della Rovere                                 |  |  |       |  |  |                                                  |  |  |                                                  |  |
|                                                      |              | Bianca della Rovere                                     | Leonardo della Rovere                                 |  |  |       |  |  |                                                  |  |  |                                                  |  |
|                                                      |              | Bianca della Rovere                                     | Luchina Monleone                                      |  |  |       |  |  |                                                  |  |  |                                                  |  |
| Bianca Riario                                        |              | Bianca della Rovere                                     |                                                       |  |  |       |  |  |                                                  |  |  |                                                  |  |
|                                                      |              | Galeazzo Maria Sforza, V duca di Milano                 | Francesco Sforza, IV duca di Milano                   |  |  |       |  |  |                                                  |  |  |                                                  |  |
|                                                      |              | Galeazzo Maria Sforza, V duca di Milano                 | Francesco Sforza, IV duca di Milano                   |  |  |       |  |  |                                                  |  |  |                                                  |  |
|                                                      |              | Galeazzo Maria Sforza, V duca di Milano                 | Bianca Maria Visconti                                 |  |  |       |  |  |                                                  |  |  |                                                  |  |
| Caterina Sforza                                      |              | Galeazzo Maria Sforza, V duca di Milano                 |                                                       |  |  |       |  |  |                                                  |  |  |                                                  |  |
|                                                      |              | Lucrezia Landriani                                      | …                                                     |  |  |       |  |  |                                                  |  |  |                                                  |  |
|                                                      |              | Lucrezia Landriani                                      | …                                                     |  |  |       |  |  |                                                  |  |  |                                                  |  |
|                                                      |              | Lucrezia Landriani                                      | …                                                     |  |  |       |  |  |                                                  |  |  |                                                  |  |
|                                                      |              | Lucrezia Landriani                                      |                                                       |  |  |       |  |  |                                                  |  |  |                                                  |  |